# League of Legends Pro League
Die League of Legends Pro League (LPL) ist eine chinesische E-Sport-Profiliga in League of Legends (LoL). Dabei handelt es sich um ein Spiel aus dem MOBA-Genre, bei dem zwei Teams – bestehend aus jeweils fünf Spielern – gegeneinander antreten. Die Liga besteht aus derzeit 17 Mannschaften (Stand: 2023), die in zwei Saisons (Season-Split: Frühjahr und Sommer) gegeneinander antreten. Ein Split besteht jeweils aus der Ligaphase und den Playoffs; der genaue Modus wechselte dabei bereits mehrfach. Die besten Teams qualifizieren sich für die League of Legends World Championships im Herbst.
Die LPL wird von Tencent in Kooperation mit Riot Games über ein Joint Venture namens TJ Sports organisiert. Seit 2019 ist Mercedes-Benz Hauptsponsor des Wettbewerbs. Das Gesamtpreisgeld beträgt derzeit 4,2 Millionen CN¥ (über 500.000 Euro) pro Split, der Anteil für das siegreiche Team beträgt 2 Millionen CN¥ (Stand: 2023). Anfangs war Shanghai Austragungsort des Wettbewerbs, inzwischen wechseln die Spielorte innerhalb der VR China.

## Ergebnisse
| Jahr | Split    | Preisgeld   | 1.                      | 2.                  | 3.                   | 4.                | MVP                                                              | qualifiziert für die WM                                 |
| ---- | -------- | ----------- | ----------------------- | ------------------- | -------------------- | ----------------- | ---------------------------------------------------------------- | ------------------------------------------------------- |
| 2013 | Frühjahr | 1.150.000 ¥ | Oh My God               | Positive Energy     | Invictus Gaming      | Team WE           |                                                                  | Royal Club Oh My God                                    |
| 2013 | Sommer   | 1.150.000 ¥ | Positive Energy         | Oh My God           | Team WE              | Royal Club        |                                                                  | Royal Club Oh My God                                    |
| 2014 | Frühjahr | 1.150.000 ¥ | Edward Gaming (1)       | Invictus Gaming     | Oh My God            | Team WE           |                                                                  | Edward Gaming Star Horn Royal Club Oh My God            |
| 2014 | Sommer   | 1.150.000 ¥ | Edward Gaming (2)       | Oh My God           | Star Horn Royal Club | LGD Gaming        |                                                                  | Edward Gaming Star Horn Royal Club Oh My God            |
| 2015 | Frühjahr | 2.350.000 ¥ | Edward Gaming (3)       | LGD Gaming          | Invictus Gaming      | Snake Esports     |                                                                  | LGD Gaming Edward Gaming Invictus Gaming                |
| 2015 | Sommer   | 2.350.000 ¥ | LGD Gaming              | Qiao Gu Reapers     | Invictus Gaming      | Edward Gaming     |                                                                  | LGD Gaming Edward Gaming Invictus Gaming                |
| 2016 | Frühjahr | 2.350.000 ¥ | Royal Never Give Up (1) | Edward Gaming       | Team WE              | Qiao Gu Reapers   |                                                                  | Edward Gaming Royal Never Give Up I May                 |
| 2016 | Sommer   | 3.500.000 ¥ | Edward Gaming (4)       | Royal Never Give Up | I May                | Team WE           |                                                                  | Edward Gaming Royal Never Give Up I May                 |
| 2017 | Frühjahr | 3.500.000 ¥ | Team WE                 | Royal Never Give Up | Edward Gaming        | Oh My God         |                                                                  | Edward Gaming Royal Never Give Up Team WE               |
| 2017 | Sommer   | 3.500.000 ¥ | Edward Gaming (5)       | Royal Never Give Up | Invictus Gaming      | Team WE           | Li „Xiaohu“ Yuanhao (Saison) Lee „Scout“ Ye-chan (Playoffs)      | Edward Gaming Royal Never Give Up Team WE               |
| 2018 | Frühjahr | 3.500.000 ¥ | Royal Never Give Up (2) | Edward Gaming       | Rogue Warriors       | Invictus Gaming   | Song „Rookie“ Eui-jin (Saison) Jian „Uzi“ Zihao (Playoffs)       | Royal Never Give Up Invictus Gaming Edward Gaming       |
| 2018 | Sommer   | 3.500.000 ¥ | Royal Never Give Up (3) | Invictus Gaming     | JD Gaming            | Rogue Warriors    | Song „Rookie“ Eui-jin (Saison) Jian „Uzi“ Zihao (Playoffs)       | Royal Never Give Up Invictus Gaming Edward Gaming       |
| 2019 | Frühjahr | 3.500.000 ¥ | Invictus Gaming         | JD Gaming           | FunPlus Phoenix      | Topsports         | Kim „Doinb“ Tae-sang (Saison) Kang „TheShy“ Seung-lok (Playoffs) | FunPlus Phoenix Royal Never Give Up Invictus Gaming     |
| 2019 | Sommer   | 3.500.000 ¥ | FunPlus Phoenix         | Royal Never Give Up | Top Esports          | Bilibili Gaming   | Zhuo „knight“ Ding (Saison) Liu „Crisp“ Qingsong (Playoffs)      | FunPlus Phoenix Royal Never Give Up Invictus Gaming     |
| 2020 | Frühjahr | 4.200.000 ¥ | JD Gaming (1)           | Top Esports         | FunPlus Phoenix      | Invictus Gaming   | Seo „Kanavi“ Jin-hyeok (Saison) Zuo „LvMao“ Minghao (Playoffs)   | Top Esports JD Gaming Suning                            |
| 2020 | Sommer   | 4.200.000 ¥ | Top Esports             | JD Gaming           | Suning               | LGD Gaming        | Zhuo „knight“ Ding (Saison) Zhuo „knight“ Ding (Playoffs)        | Top Esports JD Gaming Suning                            |
| 2021 | Frühjahr | 4.200.000 ¥ | Royal Never Give Up (4) | FunPlus Phoenix     | Edward Gaming        | Top Esports       | Park „Viper“ Do-hyeon (Saison) Chen „GALA“ Wei (Playoffs)        | Edward Gaming FunPlus Phoenix Royal Never Give Up       |
| 2021 | Sommer   | 4.200.000 ¥ | Edward Gaming (6)       | FunPlus Phoenix     | Team WE              | LNG Esports       | Kim „Doinb“ Tae-sang (Saison) Lee „Scout“ Ye-chan (Playoffs)     | Edward Gaming FunPlus Phoenix Royal Never Give Up       |
| 2022 | Frühjahr | 4.200.000 ¥ | Royal Never Give Up (5) | Top Esports         | Victory Five         | JD Gaming         | Song „Rookie“ Eui-jin (Saison)                                   | JD Gaming Top Esports Edward Gaming Royal Never Give Up |
| 2022 | Sommer   | 4.200.000 ¥ | JD Gaming (2)           | Top Esports         | Edward Gaming        | LNG Esports       | Gao „Tian“ Tianliang (Saison) Zeng „Yagao“ Qi (Playoffs)         | JD Gaming Top Esports Edward Gaming Royal Never Give Up |
| 2023 | Frühjahr | 4.200.000 ¥ | JD Gaming (3)           | Bilibili Gaming     | Edward Gaming        | Oh My God         | Lee „Scout“ Ye-chan (Saison) Park „Ruler“ Jae-hyuk (Playoffs)    | JD Gaming Bilibili Gaming LNG Esports Weibo Gaming      |
| 2023 | Sommer   | 4.200.000 ¥ | JD Gaming (4)           | LNG Esports         | Bilibili Gaming      | Top Esports       | Lee „Scout“ Ye-chan (Saison) Zhuo „knight“ Ding (Playoffs)       | JD Gaming Bilibili Gaming LNG Esports Weibo Gaming      |
| 2024 | Frühjahr | 4.200.000 ¥ | Bilibili Gaming (1)     | Top Esports         | JD Gaming            | Ninjas in Pyjamas | Seo „Kanavi“ Jin-hyeok (Saison) Song „Rookie“ Eui-jin (Playoffs) | Bilibili Gaming Top Esports LNG Esports Weibo Gaming    |
| 2024 | Sommer   | 4.200.000 ¥ | Bilibili Gaming (2)     | Weibo Gaming        | Top Esports          | LNG Esports       | Gao „Tian“ Tianliang (Saison) Zhuo „knight“ Ding (Playoffs)      | Bilibili Gaming Top Esports LNG Esports Weibo Gaming    |

## Rekorde
(Stand: nach Sommer 2024)
Meiste Titel (Team)
- 6: Edward Gaming
- 5: Royal Never Give Up
- 4: JD Gaming

Meiste Titel (Spieler)
- 5:  Ming Kai (Clearlove) (zwischen 2014 und 2017 zzgl. einen weiteren als Ersatzspieler 2021)
- 5:  Li Yuan-Hao (Xiaohu) (zwischen 2016 und 2022)

Meiste Teilnahmen (Team)
Drei Teams sind seit Gründung der Liga 2013 ununterbrochen dabei: Team WE, Invictus Gaming und Oh My God.
Meiste Teilnahmen (Spieler)
- 20:  Tian Ye (Meiko)
- 20:  Song Eui-jin (Rookie)
- 20:  Li Yuan-Hao (Xiaohu)

## Galerie

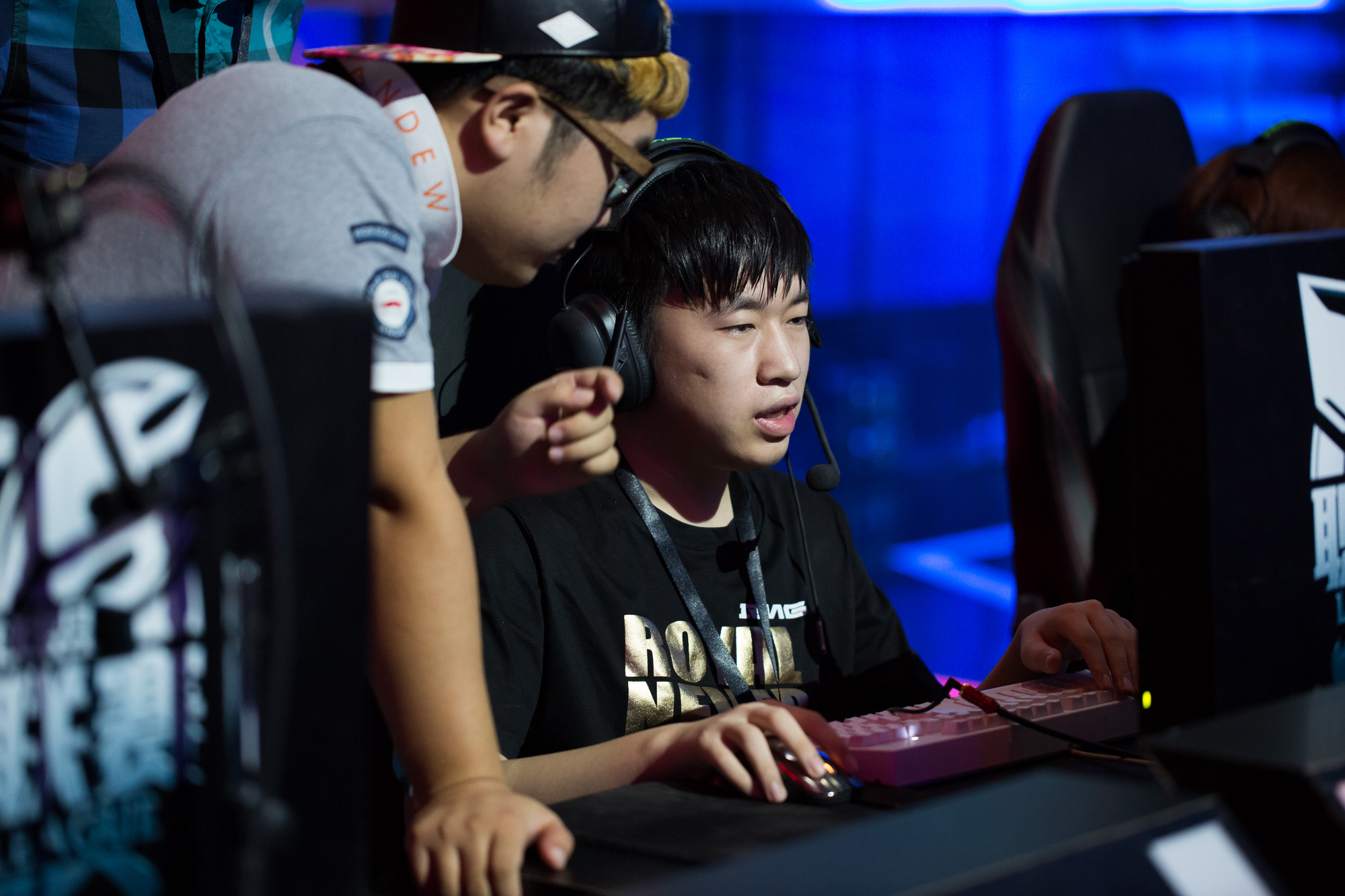
Spieler xiaohu (2015) während einer Partie (2015)
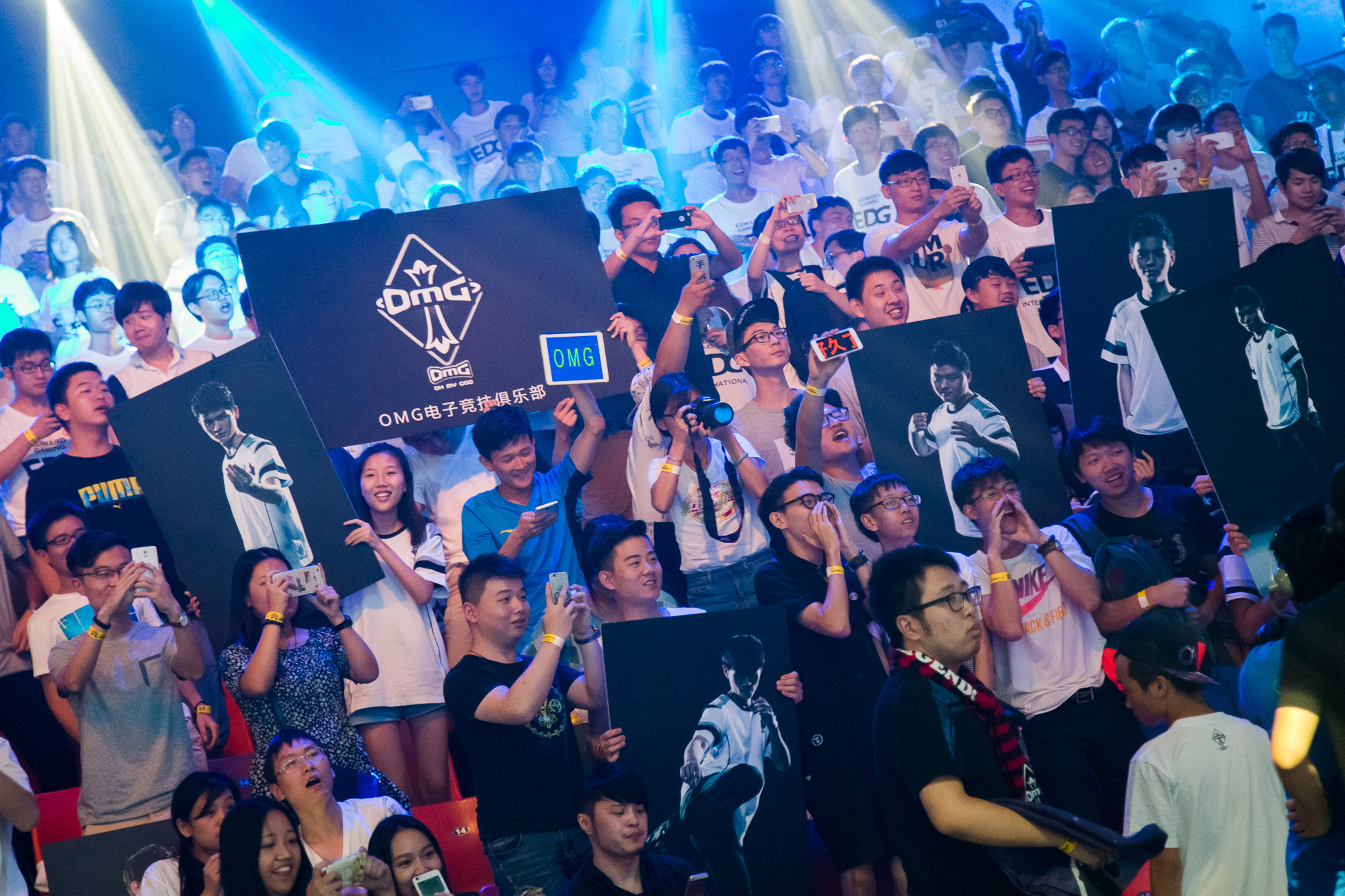
Fans des Teams von Oh My God (2015)
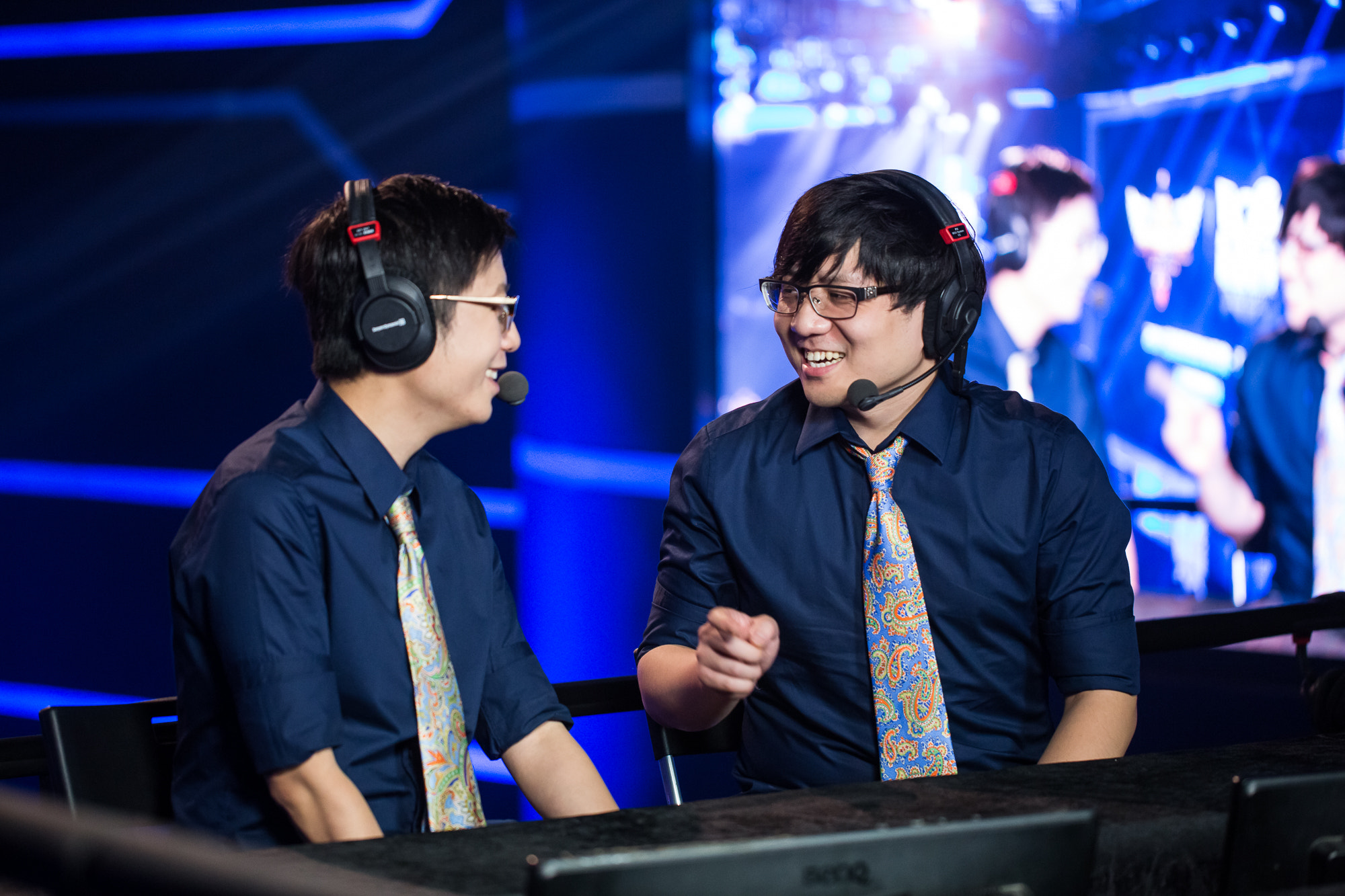
LPL-Kommentatoren (2015)
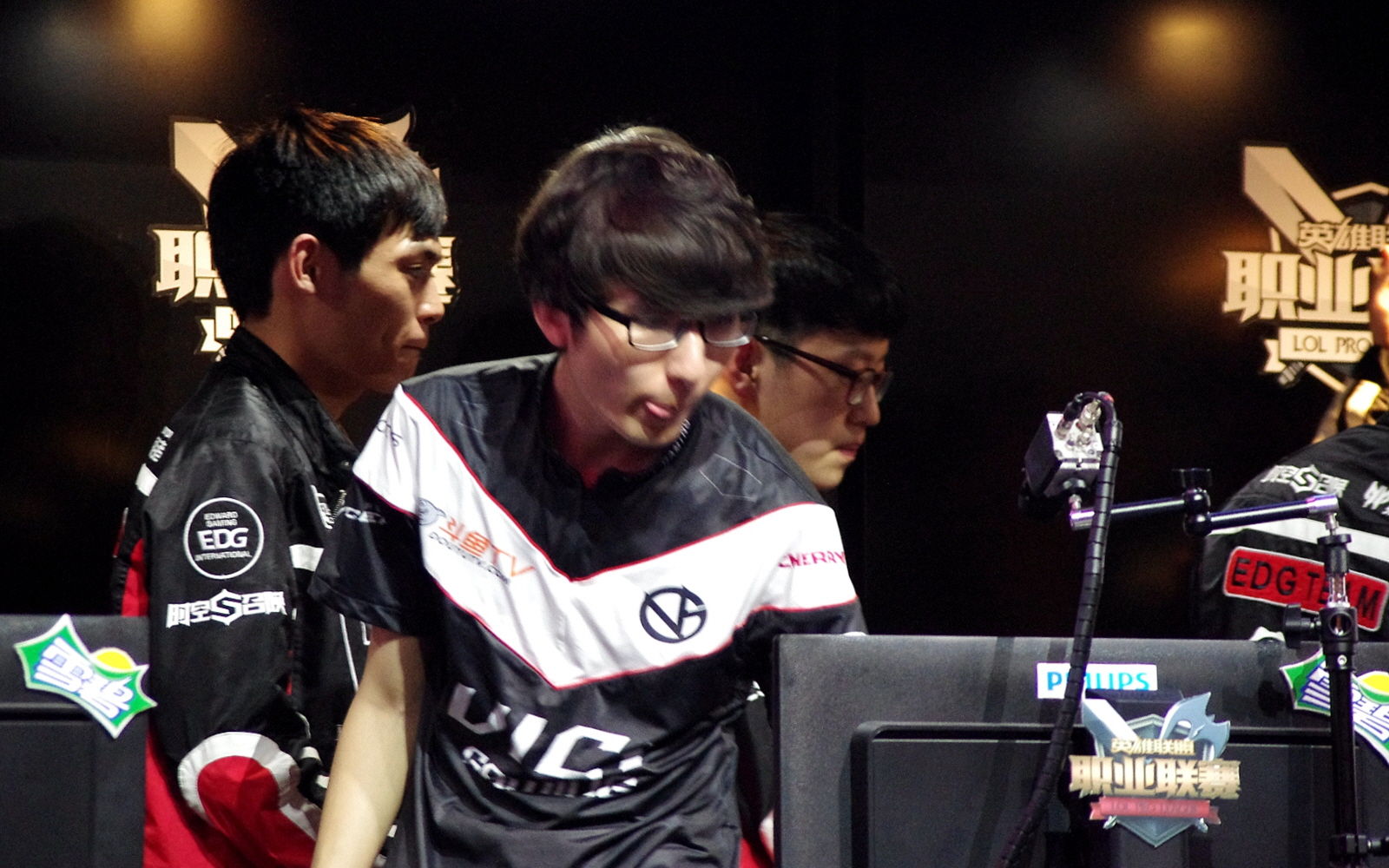
Partie zwischen Vici Gaming und Edward Gaming (2016)
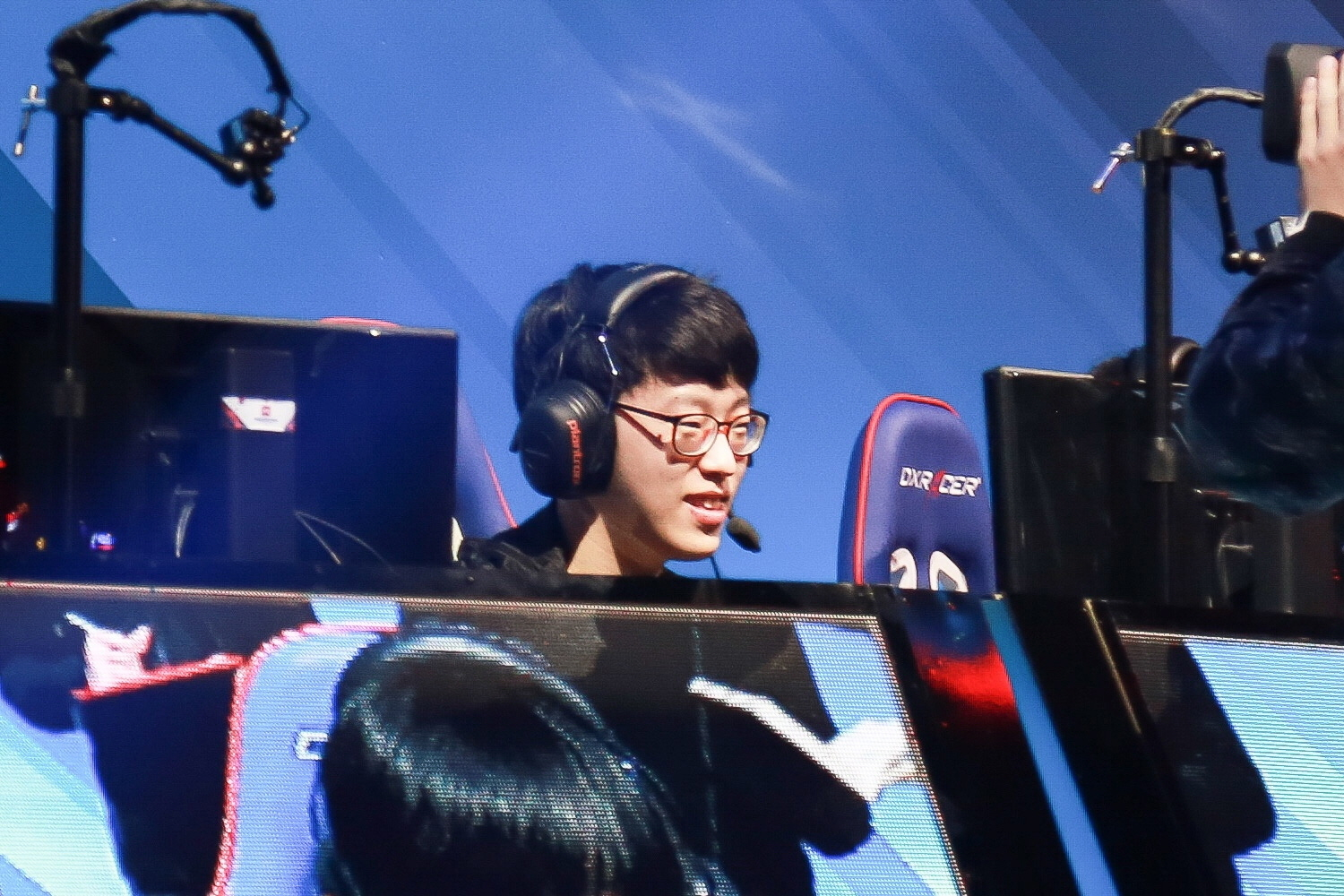
Mid-Laner Scout (2017)
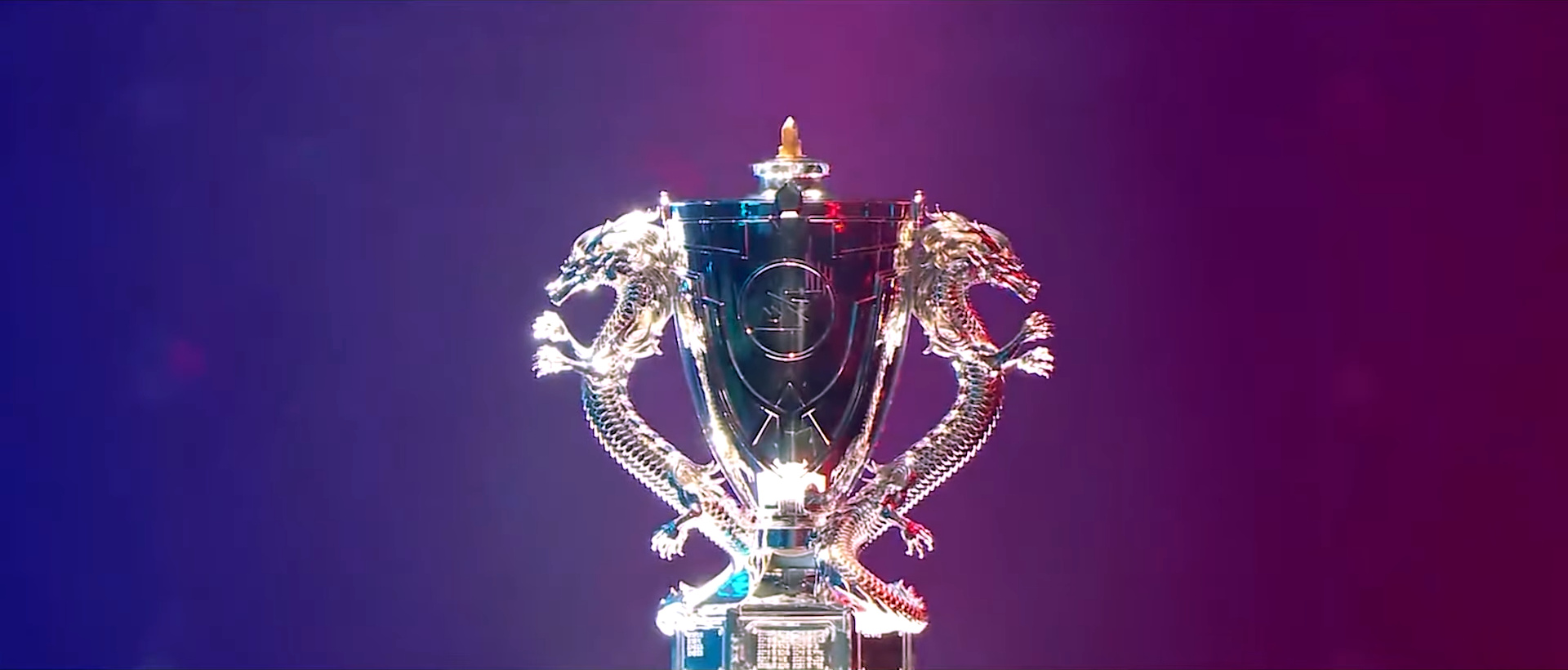
LPL-Trophäe (2021)

## Übertragung
Die Begegnungen werden auch in englischer Sprache kommentiert und über die Streaming-Plattformen Twitch und Youtube gezeigt und zu Spitzenzeiten von mehr als 300.000 Zuschauern verfolgt. Darüber hinaus wird für den chinesischen Markt auf Streamingplattformen wie Douyu, Huya und Bilibili ausgestrahlt.